# Sarcophaga sakharovae
Sarcophaga sakharovae är en tvåvingeart som beskrevs av Yu. G. Verves 1985. Sarcophaga sakharovae ingår i släktet Sarcophaga och familjen köttflugor. Inga underarter finns listade i Catalogue of Life.